# Yam naem

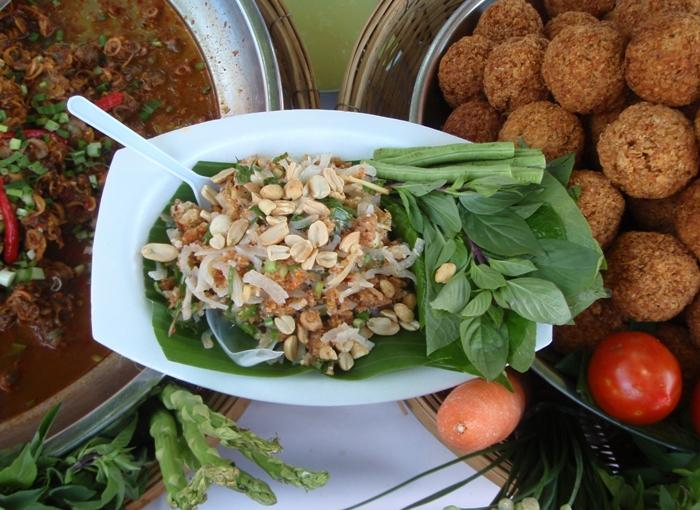
Yam naem khao tod. Las bolas de arroz crujiente están a la derecha.

Yam naem (tailandés: ยำแหนม) puede aludir en la gastronomía de Tailandia a:
- Yam naem khao tod, un aperitivo de Isan vendido a menudo en puestos callejeros. Es un plato compuesto por bolas de arroz crujientes, cerdo picado, jengibre, guindilla verde, cacahuete y cebolla. Suele comerse con hojas verdes crudas.
- Yam naem sot (ยำแหนมสด), una ensalada picante con cerdo agrio crudo, hierba limón, guindilla, cebolla y cacahuete, condimentado con naam plaa (salsa de pescado) y lima.[1]